# Nanaguna mediomaculata
Nanaguna mediomaculata är en fjärilsart som beskrevs av Embrik Strand 1917. Nanaguna mediomaculata ingår i släktet Nanaguna och familjen trågspinnare. Inga underarter finns listade i Catalogue of Life.